# Distorsio
Genre
Synonymes
- genre Calcarella Souleyet, 1850[2]
- sous-genre Distorsio (Distorsio) Röding, 1798[2]
- sous-genre Distorsio (Rhysema) Clench & R. D. Turner, 1957[2]
- genre Distorta Perry, 1811[2]
- genre Distortrix Link, 1807[2]
- genre Persona Montfort, 1810[2]

Distorsio est un genre de gastéropodes tropicaux de la famille des Personidae.

## Liste des espèces
Selon World Register of Marine Species (25 novembre 2018) :
- Distorsio anus (Linnaeus, 1758)
- Distorsio burgessi Lewis, 1972
- Distorsio cancellina (Lamarck, 1803) †
- Distorsio clathrata (Lamarck, 1816)
- Distorsio constricta (Broderip, 1833)
- Distorsio decipiens (Reeve, 1844)
- Distorsio decussata (Valenciennes, 1832)
- Distorsio djunggranganensis (K. Martin, 1916) †
- Distorsio euconstricta Beu, 1987
- Distorsio globosa Nolf, 2014
- Distorsio graceiellae Parth, 1989
- Distorsio habei Lewis, 1972
- Distorsio jenniernestae Emerson & Piech, 1992
- Distorsio kurzi Petuch & Harasewych, 1980
- Distorsio minoruohnishii Parth, 1989
- Distorsio muehlhaeusseri Parth, 1990
- Distorsio parvimpedita Beu, 1998
- Distorsio perdistorta Fulton, 1938
- Distorsio reticularis (Linnaeus, 1758)
- Distorsio smithi (Maltzan, 1884)
- Distorsio somalica Parth, 1990
- Distorsio ventricosa Kronenberg, 1994

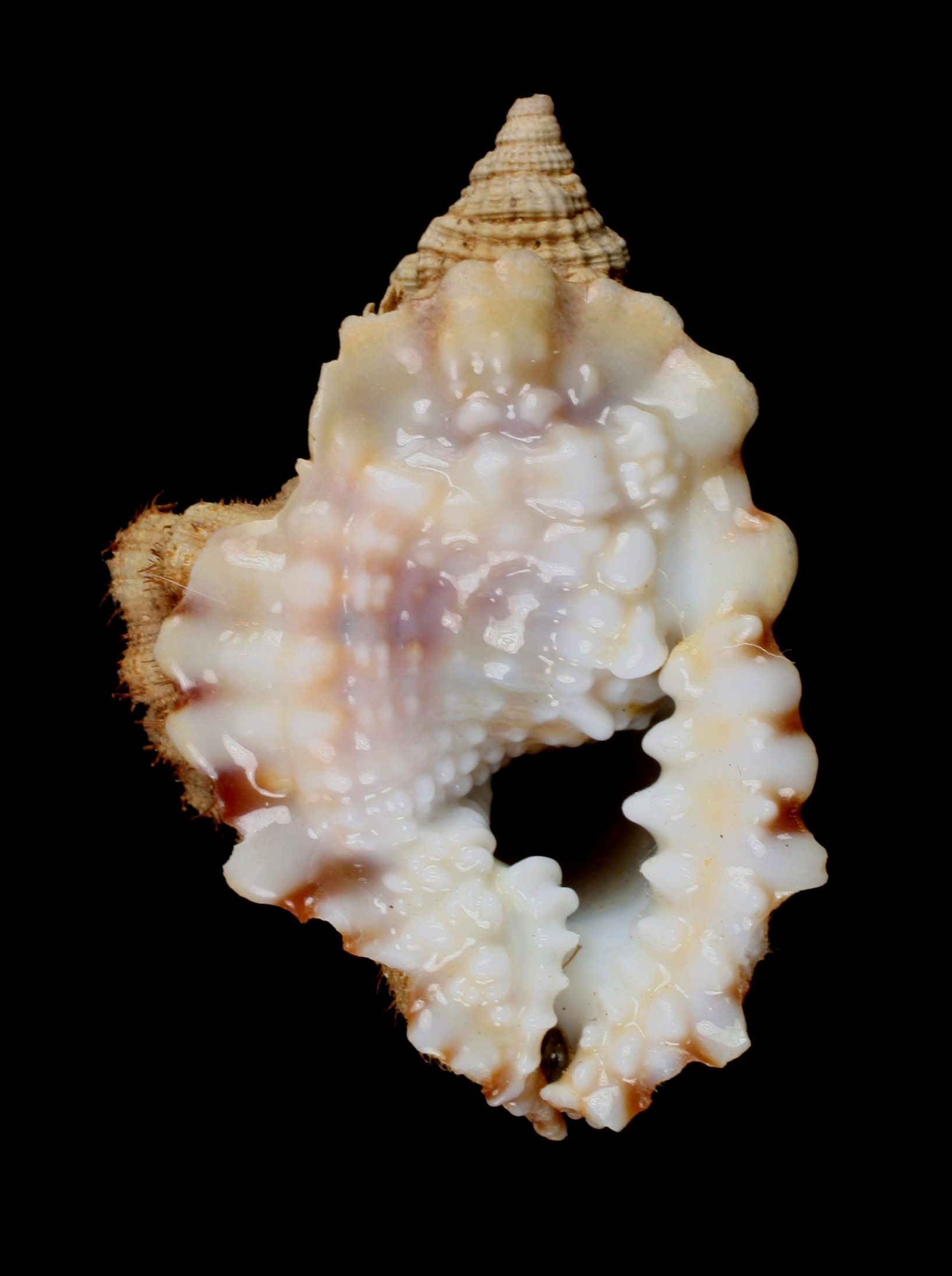
Distorsio anus
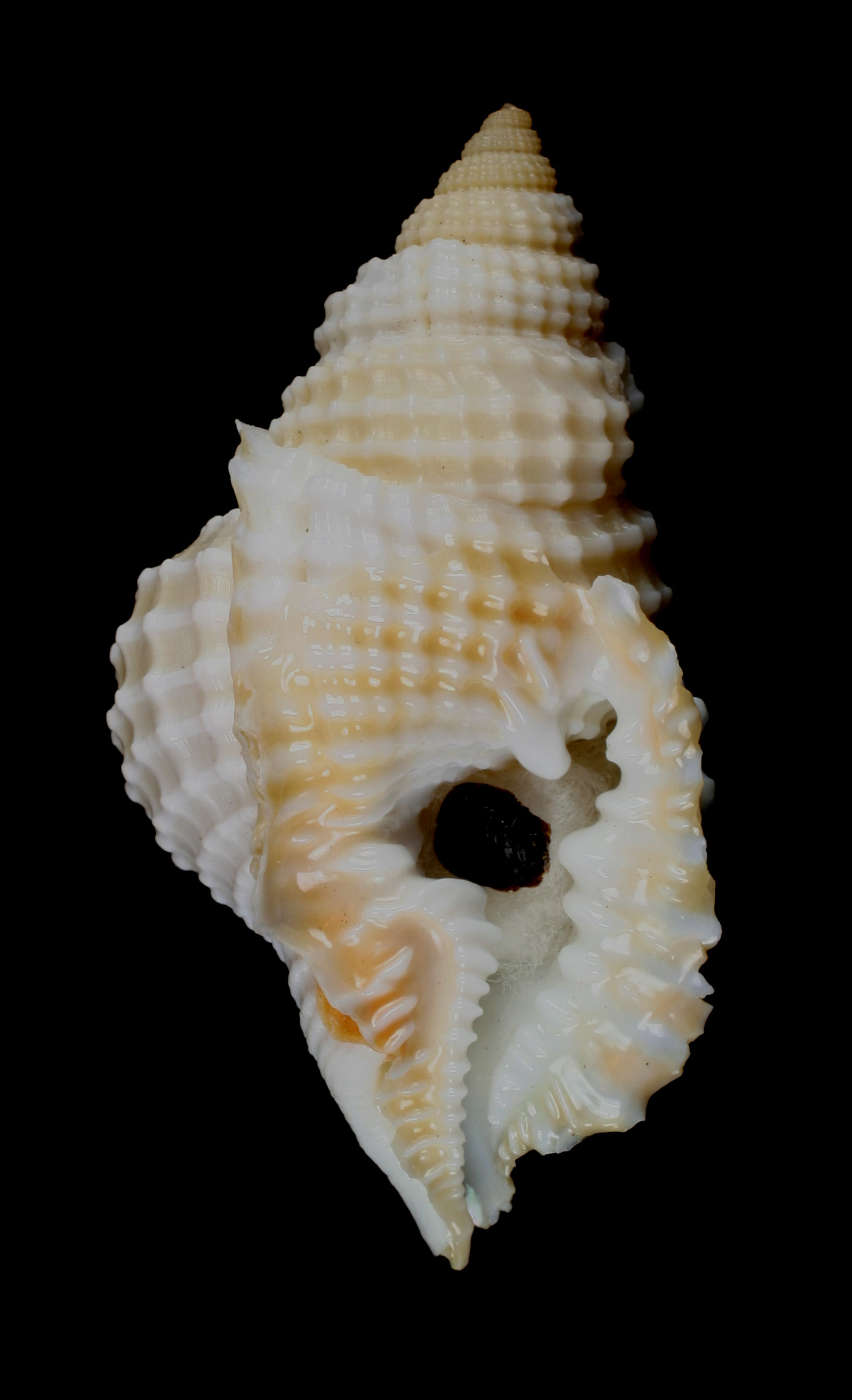
Distorsio clathrata
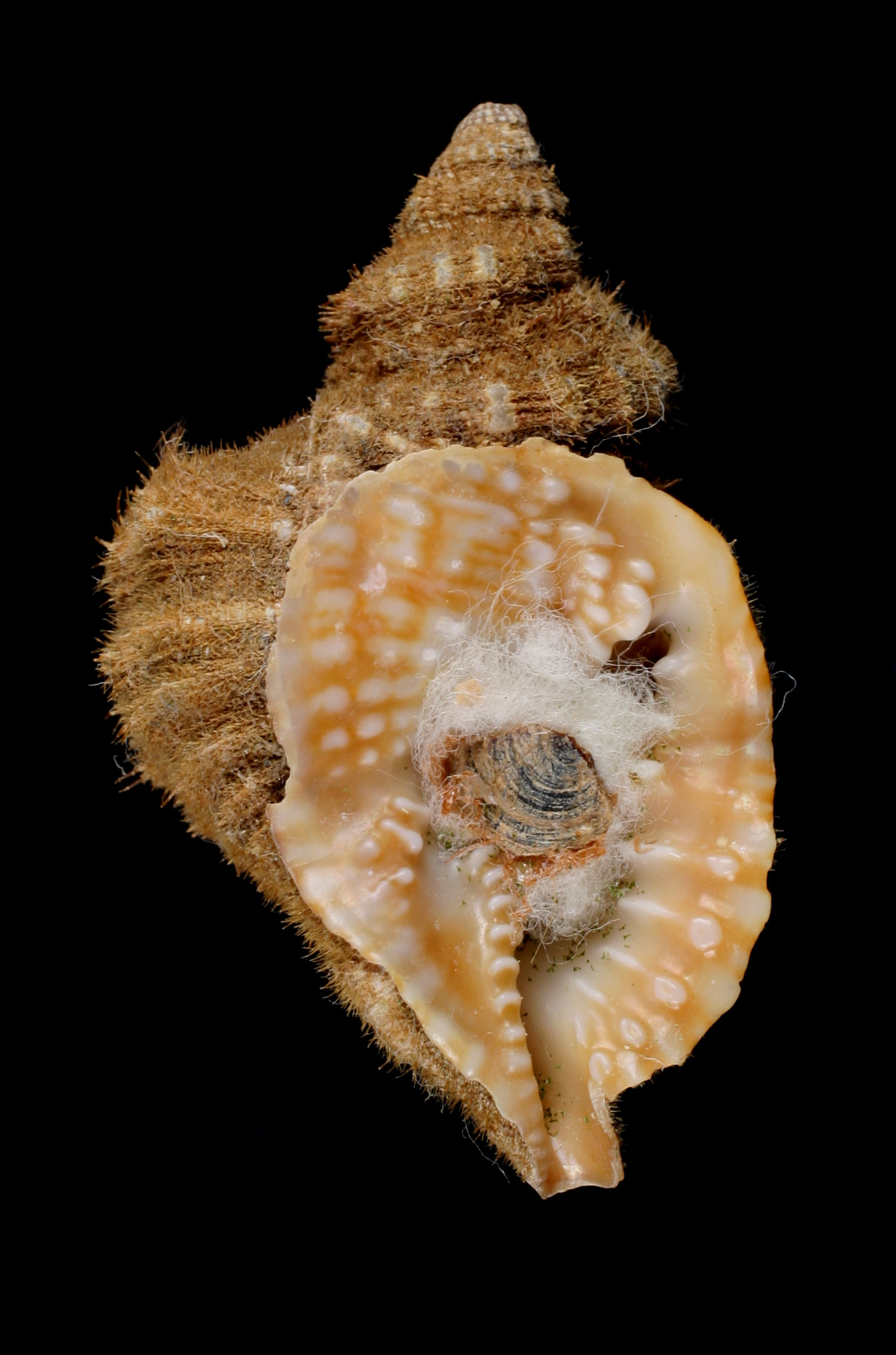
Distorsio constricta
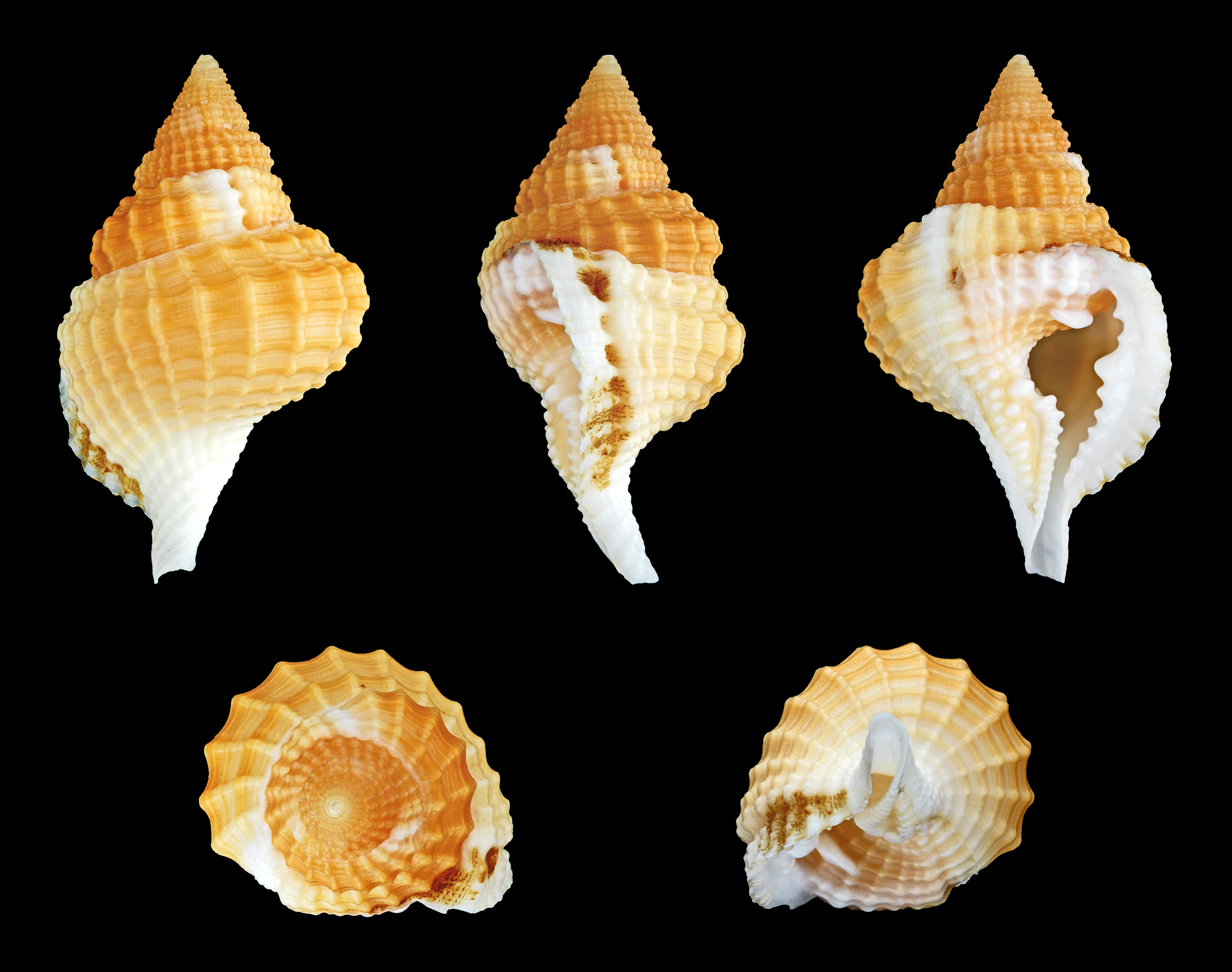
Distorsio decipiens
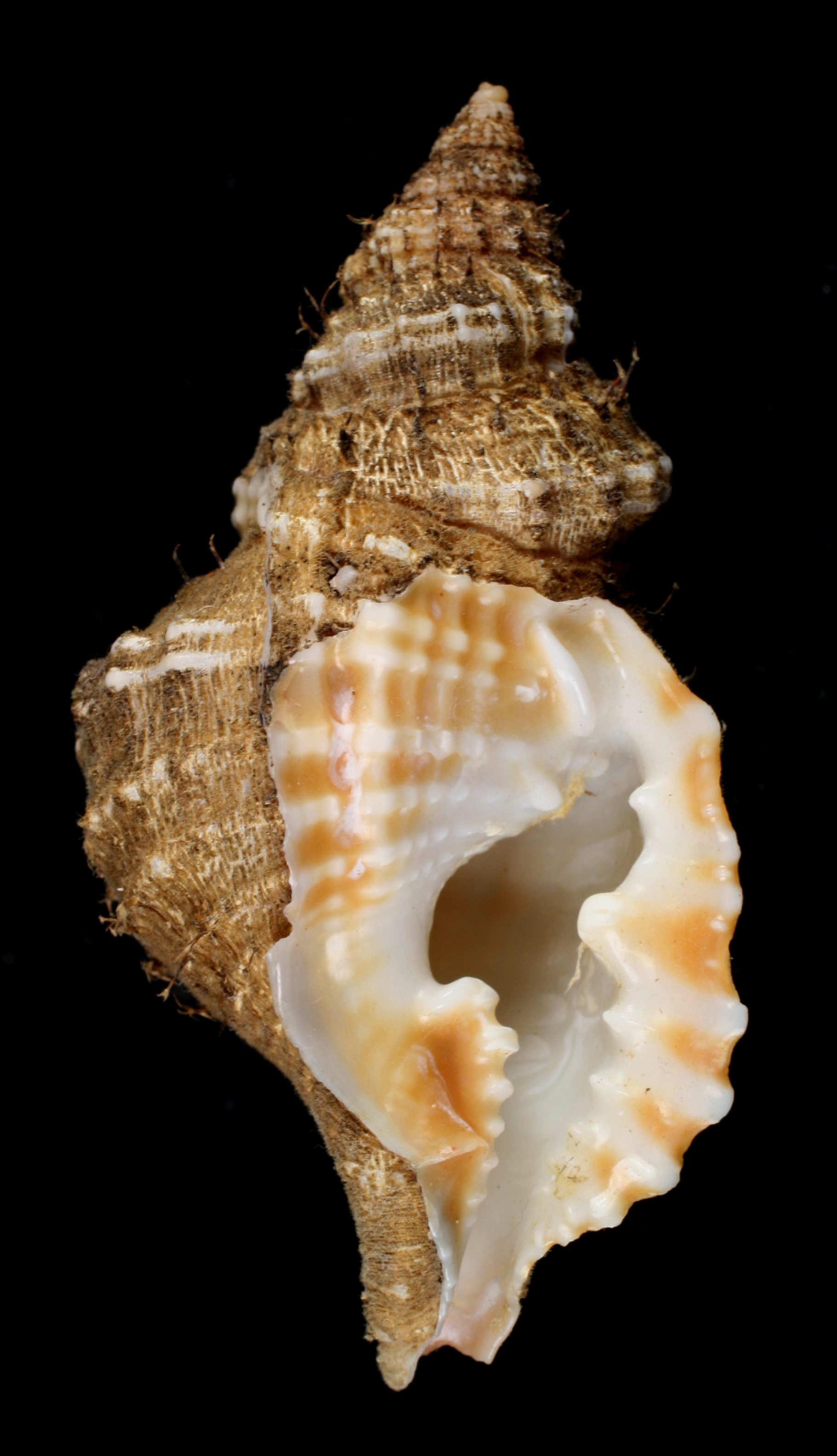
Distorsio decussata
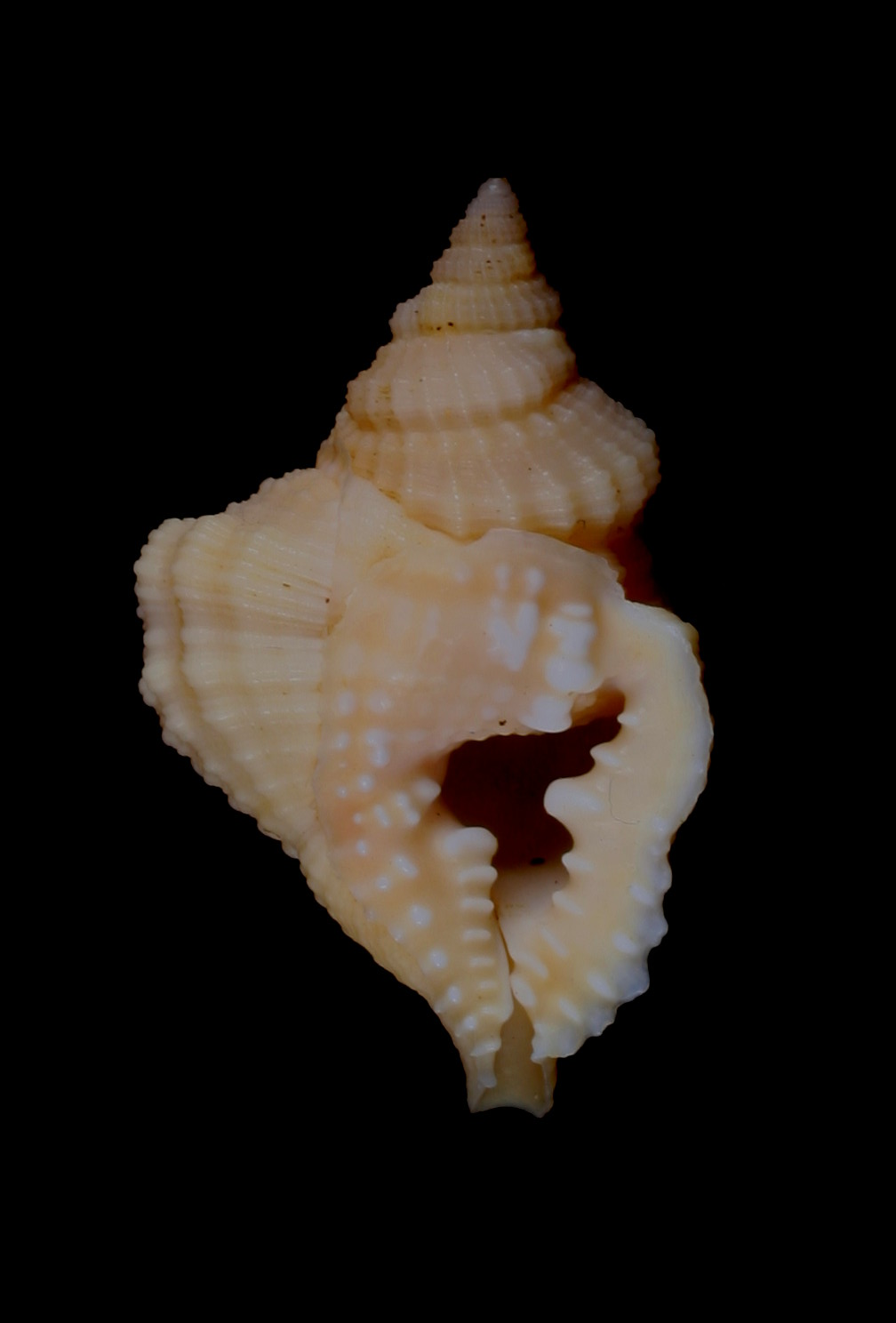
Distorsio habei
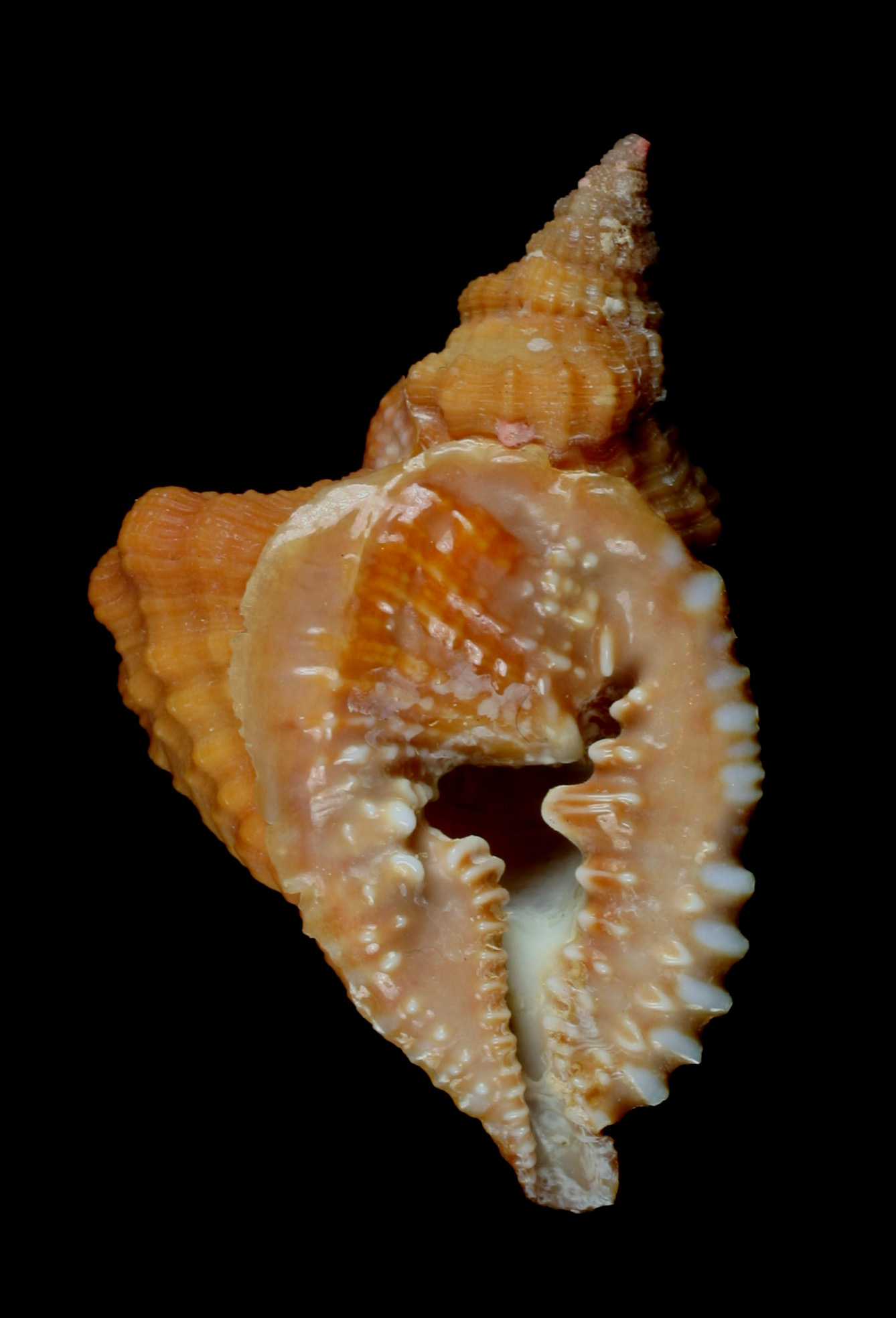
Distorsio kurzi
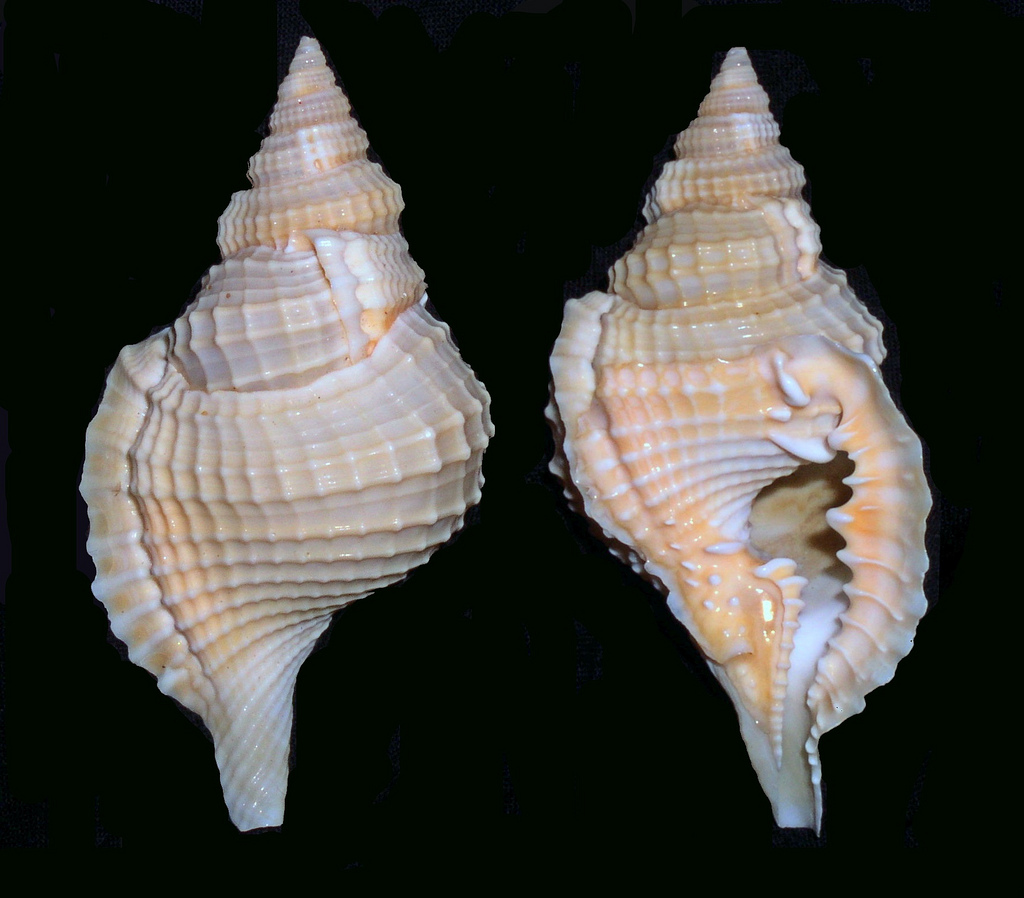
Distorsio perdistorta
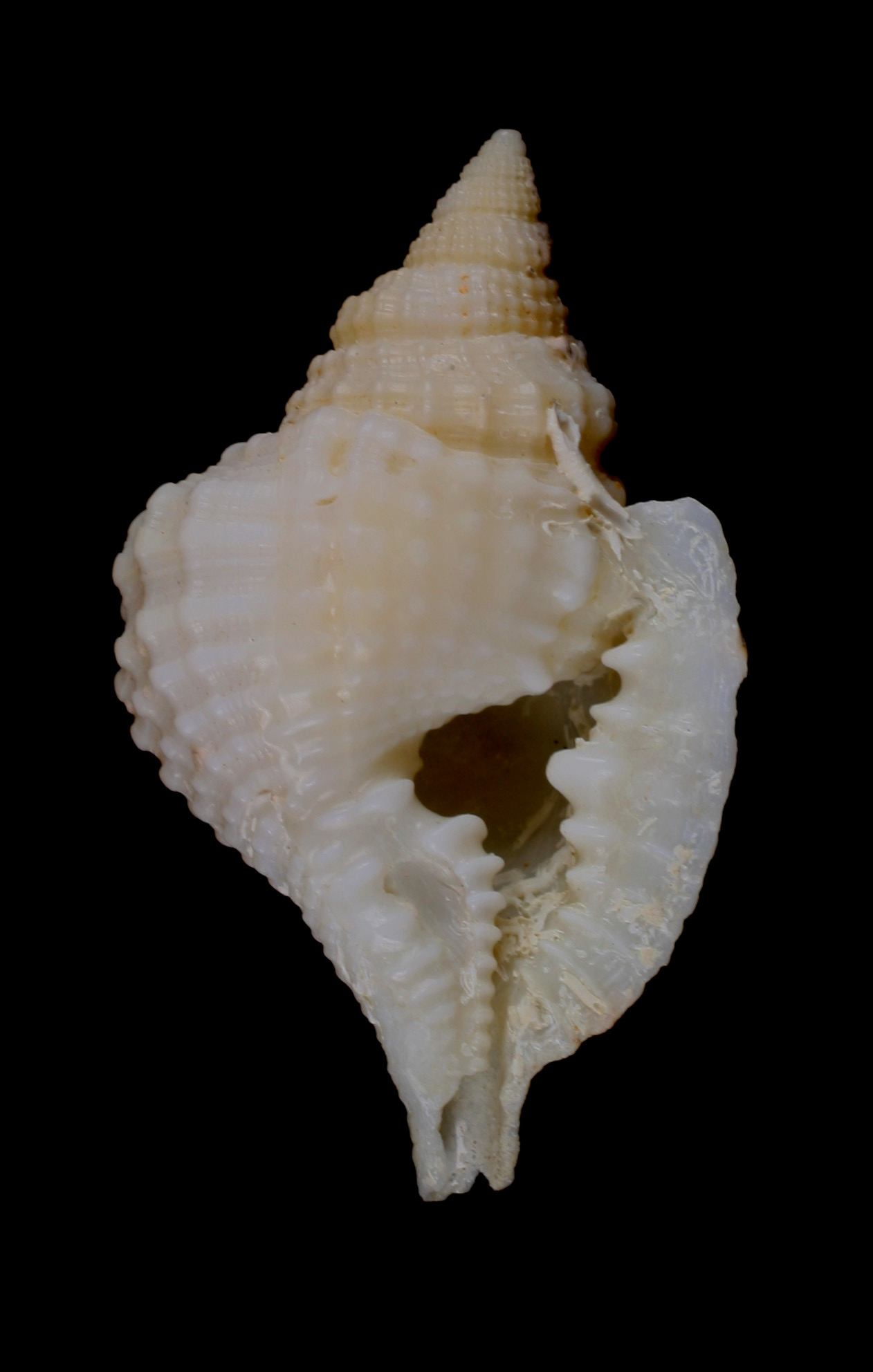
Distorsio reticularis
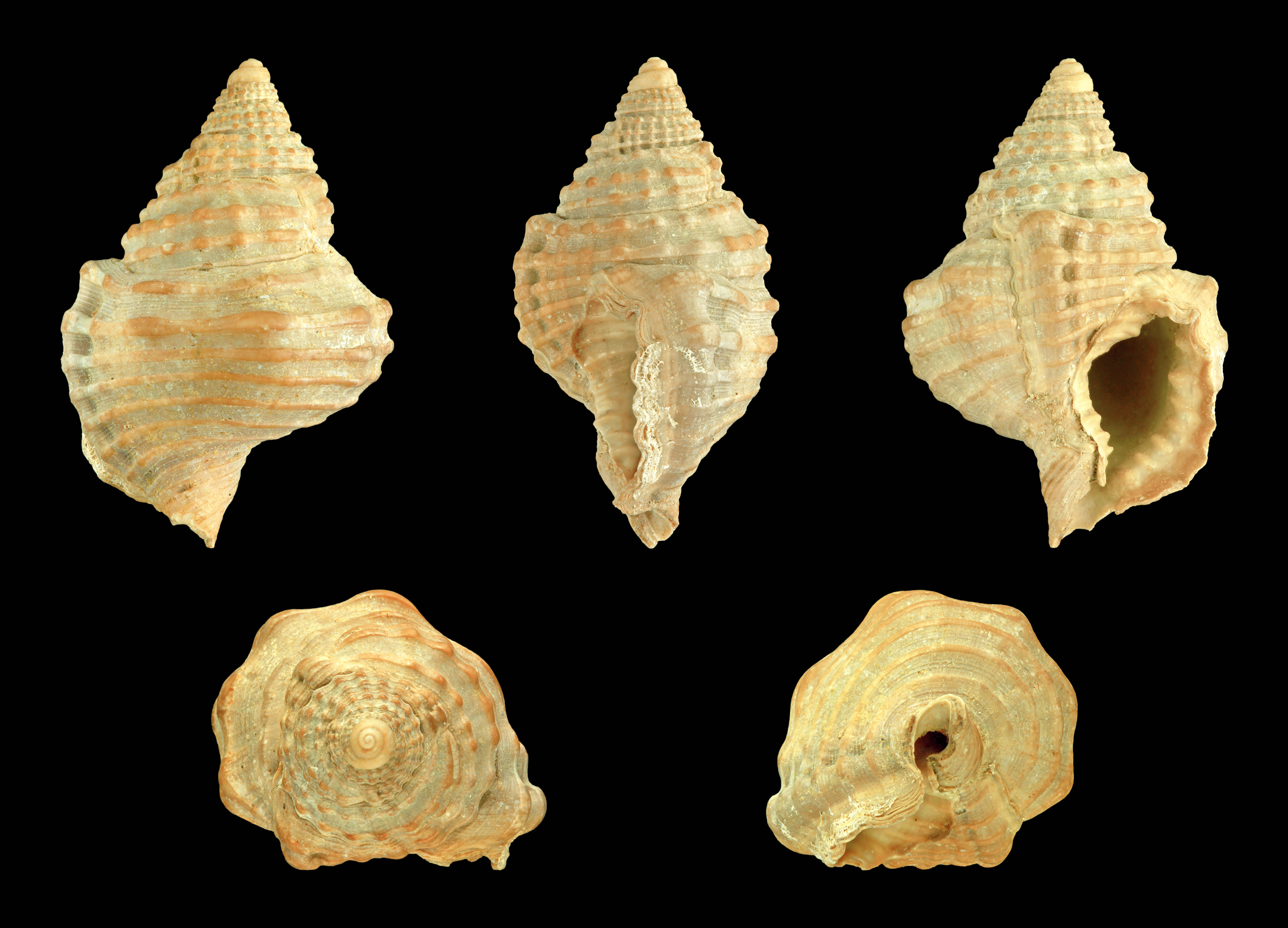
Distorsio septemdentata
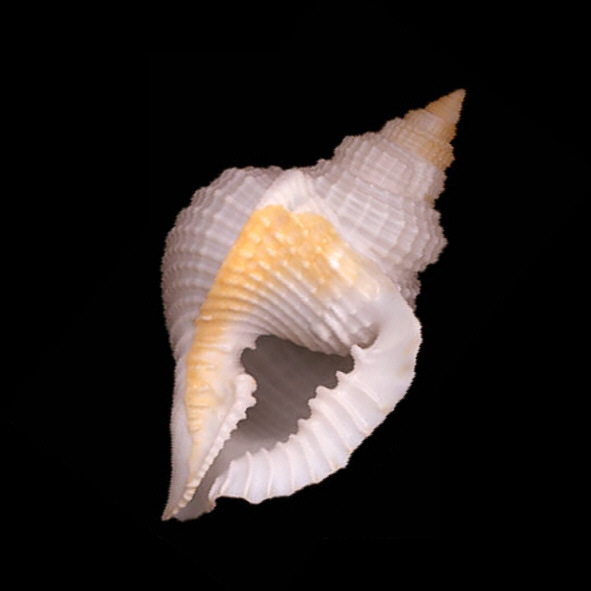
Distorsio ventricosa
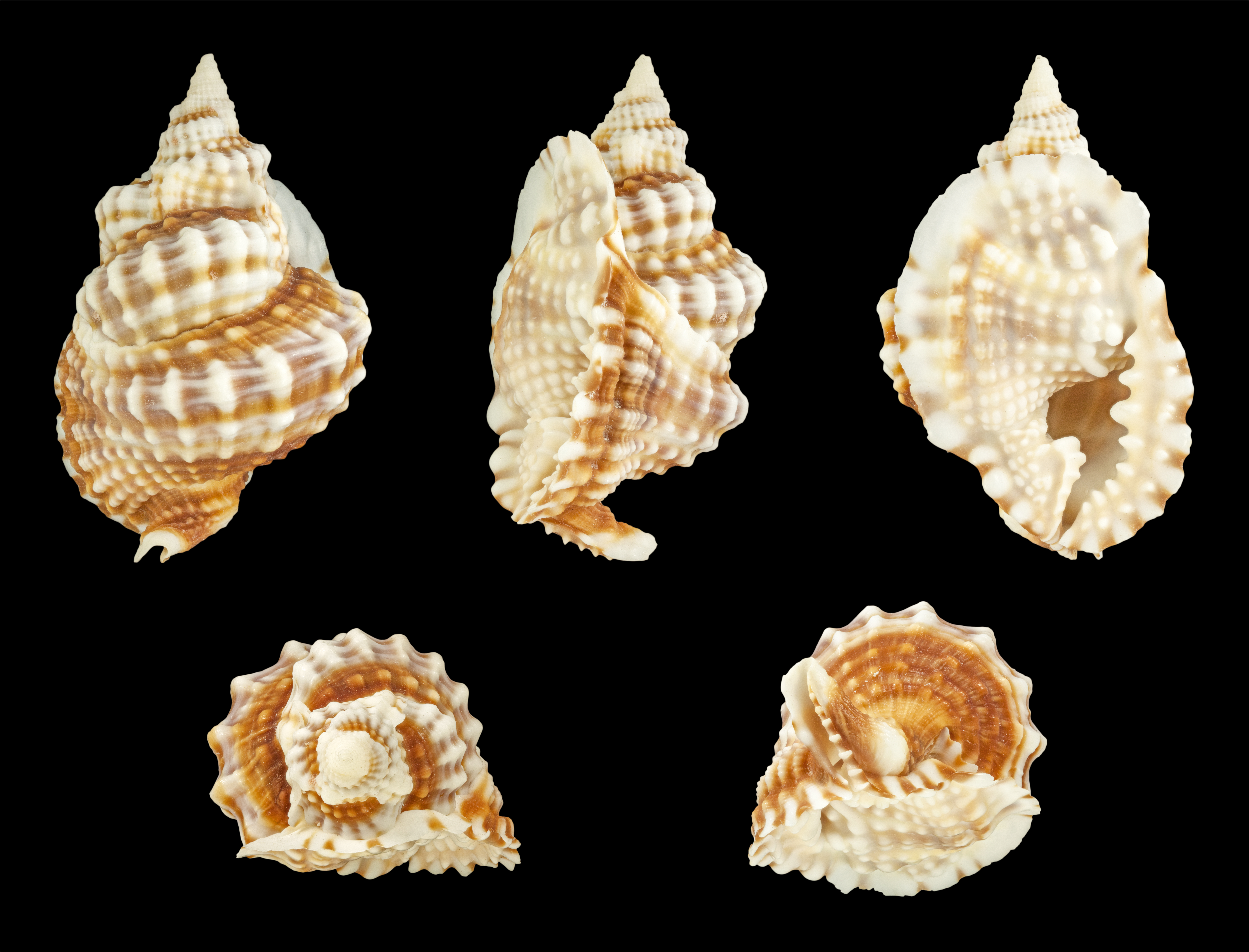
Distorsio anus